# Бабаджанов, Нозим Носырович
Нозим (Назим) Носырович Бабаджанов (Бободжонов, Бобожонов) (тадж. Нозим Бобоҷонов; род. 7 августа 1995, Турсунзаде) — таджикский и российский футболист, полузащитник. Финалист Кубка Таджикистана 2019 года, обладатель и автор победного гола Суперкубка Таджикистана 2018 года.

## Карьера
Является выпускником ЦПМФ «Рубин». Карьеру начинал в молодёжном составе «Рубина», после выступал за дублирующий состав московского «Локомотива».
В 2015 году вернулся на родину, играл за «Регар-ТадАЗ». С 2016 года игрок столичного «Истиклола».

## Карьера в сборной
Выступал за молодёжную сборную Таджикистана (до 21 года) на Кубке содружества 2016, провел 4 матча.
8 октября 2015 года дебютировал за национальную сборную Таджикистана в официальном матче против Кыргызстана (2:2). Со сборной занял второе место на турнире Hero International Cup 2019 года.